# Radha (Frau des Adhiratha)
Radha (Sanskrit राधा Rādhā) ist eine Figur der indischen Mythologie, im Mahabharata erscheint sie als Ziehmutter des Karna.
Radha ist die Frau des Wagenlenkers Adhiratha. Sie sieht einen Säugling in einem Korb des Ganges hinabtreiben und zieht ihn heraus, da das Paar bislang keine Kinder bekommen konnte, ziehen sie ihn gemeinsam groß. Bei dem Kind handelt es sich um Karna, den Sohn des Sonnengottes Surya und der Kunti. Nachdem sie sich ihm angenommen haben, bekommen Radha und Adhiratha auch eigene Kinder.